# Eurysa jorcasa
Eurysa jorcasa är en insektsart som beskrevs av Asche 1994. Eurysa jorcasa ingår i släktet Eurysa och familjen sporrstritar.
Artens utbredningsområde är Spanien. Inga underarter finns listade i Catalogue of Life.